# Cartographia

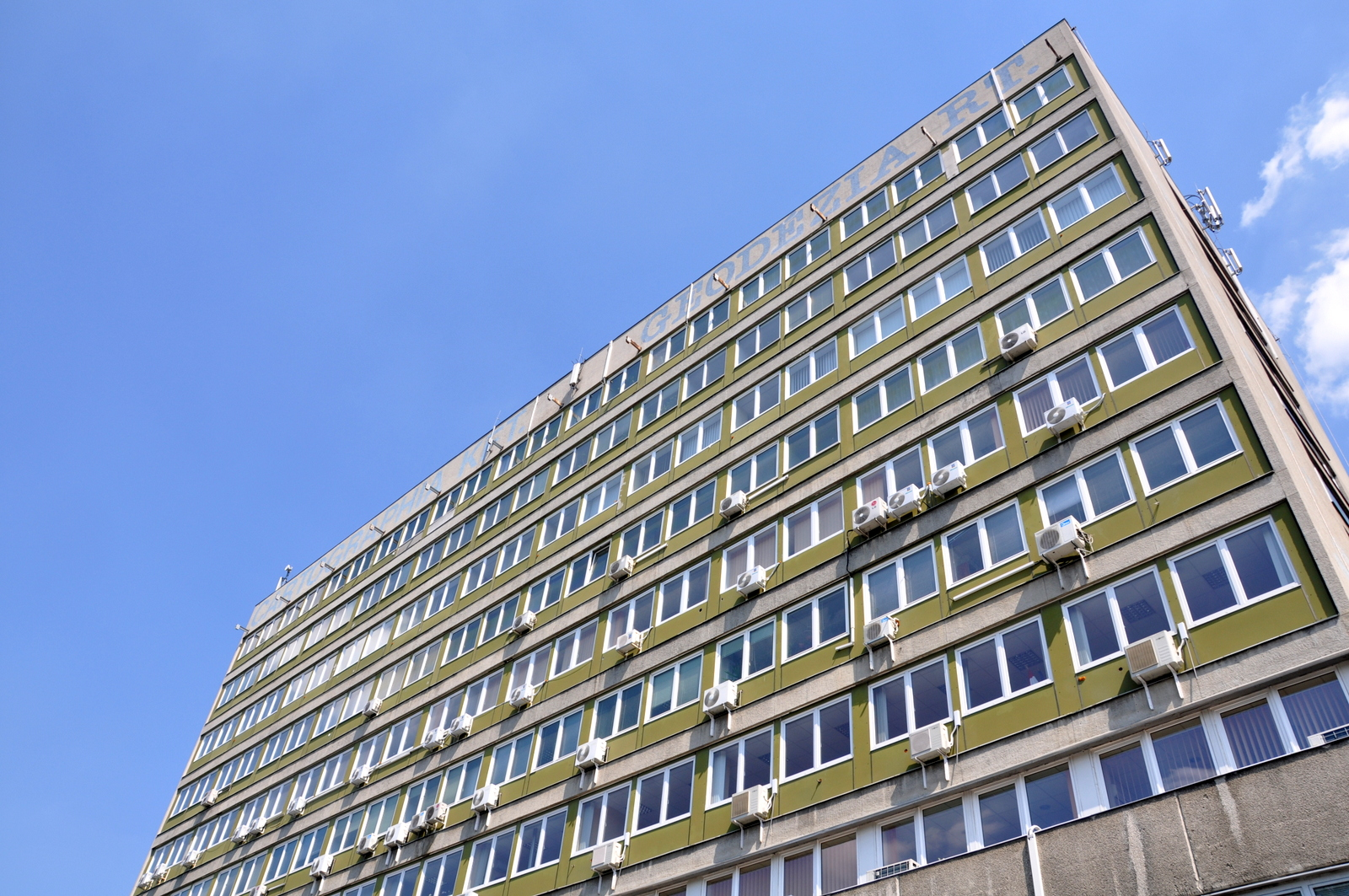
A Cartographia Kft. és a Geodézia Rt. egykori közös székháza Budapesten, a Bosnyák téren

A Cartographia Kft. a Kartográfiai Vállalat 1990-es évek elején létrejött jogutódja.

## Történet
1954. december 1-jével az Állami Földmérési és Térképészeti Hivatal felügyelete mellett megalakult a Kartográfiai Vállalat. A céget egyrészt azzal a céllal alapították, hogy előállítsa az oktatáshoz szükséges atlaszokat és falitérképet, másrészt, hogy város-, autó-, turistatérképek és atlaszok kiadásával kielégítse a lakosság ilyen irányú igényeit.
A vállalatból később, több lépcsőben az ország egyetlen térképkiadója és második legnagyobb földmérési vállalata lett. Az 1990-es évek előtti tevékenysége a mérnökgeodéziai munkáktól, a közműtérképezéstől, a nagyméretarányú földmérési és topográfiai térképek készítésén át a kartográfiai térképszerkesztést és kiadást, mindenfajta térképek sokszorosítását, a térképexportot és importot, a hazai térkép nagy- és kiskereskedelmet is magába foglalta.
1993. január 1-jén a Kartográfiai Vállalat jogutódjaként jött létre a Cartographia Kft. Később az állam mint tulajdonos a részben tartósan állami tulajdonban maradó cégek közé sorolta a céget. Kezdetben 25% + 1 szavazat, majd egy későbbi döntés eredményeként 50% + 1 maradt állami tulajdonban a cég privatizációja során, majd teljesen magántulajdonba került.
A nyomtatott térképek kiegészítéseként 2013-ban a vállalat elindította első digitális szolgáltatását, a funiQ akitív szabadidős tevékenységet segítő portált.

## Kapcsolódó szócikk
- Térképészet

## Külső hivatkozások
- Cartographia honlapja
- funiQ, a Cartographia digitális szolgáltatása